# BDO Mistrovství světa v šipkách
BDO Mistrovství světa v šipkách byl profesionální turnaj v šipkách, který každoročně pořádala British Darts Organisation (BDO) v letech 1978–2020.
Turnaj se poprvé konal v klubu Heart of the Midlands v anglickém městě Nottingham. Následující rok se přestěhoval do Jollees Cabaret Club ve Stoke, kde zůstal až do roku 1985. V letech 1986–2019 se konal v Lakeside Country Clubu v Surrey. Poslední ročník v roce 2020 se hrál v klubu Indigo, který je součástí komplexu O2 v Londýně.
V prvních letech se jednalo o jediné mistrovství světa, a to až do roku 1993, kdy 16 hráčů (včetně sedmi mistrů světa) opustilo BDO a založilo vlastní organizaci World Darts Council (ze které se později stala Professional Darts Corporation). WDC/PDC pořádá vlastní mistrovství světa od roku 1994.
Hlavním sponzorem turnaje byla společnost Embassy cigarets, mistrovství tak bylo často označováno jako the Embassy. Poté, co byla ve Velké Británii zakázána reklama na tabákové výrobky, se sponzorem od roku 2004 stal Lakeside Country Club, kde se turnaj konal. Pro poslední ročník v roce 2020 se nepodařilo najít sponzora.
Poté, co se British Darts Organisation v září 2020 rozpadla, se World Darts Federation rozhodla uspořádat vlastní turnaj, který se poprvé uskutečnil v roce 2022.

## Seznam finálových zápasů
| Rok  | Vítěz (průměr ve finále)          | Skóre      | Finalista (průměr ve finále)  | Finanční odměna | Finanční odměna | Finanční odměna | Místo konání                           | Sponzor               |
| Rok  | Vítěz (průměr ve finále)          | Skóre      | Finalista (průměr ve finále)  | Celkem          | Vítěz           | Finalista       | Místo konání                           | Sponzor               |
| ---- | --------------------------------- | ---------- | ----------------------------- | --------------- | --------------- | --------------- | -------------------------------------- | --------------------- |
| 1978 | Leighton Rees (92.40)             | 11 – 7 (l) | John Lowe (89.40)             | £10 500         | £3 000          | £1 700          | Heart of the Midlands Club, Nottingham | Embassy               |
| 1979 | John Lowe (87.42)                 | 5 – 0      | Leighton Rees (76.62)         | £15 000         | £4 500          | £2 000          | Jollees, Stoke-on-Trent                | Embassy               |
| 1980 | Eric Bristow (88.10)              | 5 – 3      | Bobby George (86.49)          | £15 000         | £4 500          | £2 000          | Jollees, Stoke-on-Trent                | Embassy               |
| 1981 | Eric Bristow (2) (86.10)          | 5 – 3      | John Lowe (81.00)             | £23 300         | £5 500          | £2 500          | Jollees, Stoke-on-Trent                | Embassy               |
| 1982 | Jocky Wilson (88.10)              | 5 – 3      | John Lowe (84.30)             | £28 000         | £6 500          | £3 000          | Jollees, Stoke-on-Trent                | Embassy               |
| 1983 | Keith Deller (90.00)              | 6 – 5      | Eric Bristow (93.90)          | £33,050         | £8 000          | £3 500          | Jollees, Stoke-on-Trent                | Embassy               |
| 1984 | Eric Bristow (3) (97.50)          | 7 – 1      | Dave Whitcombe (90.60)        | £38 500         | £9 000          | £4 000          | Jollees, Stoke-on-Trent                | Embassy               |
| 1985 | Eric Bristow (4) (97.50)          | 6 – 2      | John Lowe (93.12)             | £43 000         | £10 000         | £5 000          | Jollees, Stoke-on-Trent                | Embassy               |
| 1986 | Eric Bristow (5) (94.47)          | 6 – 0      | Dave Whitcombe (90.45)        | £52 500         | £12 000         | £6 000          | Lakeside Country Club, Surrey          | Embassy               |
| 1987 | John Lowe (2) (90.63)             | 6 – 4      | Eric Bristow (94.29)          | £60 300         | £14 000         | £7 000          | Lakeside Country Club, Surrey          | Embassy               |
| 1988 | Bob Anderson (92.70)              | 6 – 4      | John Lowe (92.07)             | £71 600         | £16 000         | £8 000          | Lakeside Country Club, Surrey          | Embassy               |
| 1989 | Jocky Wilson (2) (94.32)          | 6 – 4      | Eric Bristow (90.66)          | £86 900         | £20 000         | £10 000         | Lakeside Country Club, Surrey          | Embassy               |
| 1990 | Phil Taylor (97.47)               | 6 – 1      | Eric Bristow (93.00)          | £153 200        | £24 000         | £12 000         | Lakeside Country Club, Surrey          | Embassy               |
| 1991 | Dennis Priestley (92.57)          | 6 – 0      | Eric Bristow (84.15)          | £110 500        | £26 000         | £13 000         | Lakeside Country Club, Surrey          | Embassy               |
| 1992 | Phil Taylor (2) (97.58)           | 6 – 5      | Mike Gregory (94.42)          | £119 500        | £28 000         | £14 000         | Lakeside Country Club, Surrey          | Embassy               |
| 1993 | John Lowe (3) (83.97)             | 6 – 3      | Alan Warriner (82.32)         | £128 500        | £30 000         | £15 000         | Lakeside Country Club, Surrey          | Embassy               |
| 1994 | John Part (82.44)                 | 6 – 0      | Bobby George (80.31)          | £136 100        | £32 000         | £16 000         | Lakeside Country Club, Surrey          | Embassy               |
| 1995 | Richie Burnett (93.63)            | 6 – 3      | Raymond van Barneveld (91.23) | £143 000        | £34 000         | £17 000         | Lakeside Country Club, Surrey          | Embassy               |
| 1996 | Steve Beaton (90.27)              | 6 – 3      | Richie Burnett (88.05)        | £150 000        | £36 000         | £18 000         | Lakeside Country Club, Surrey          | Embassy               |
| 1997 | Les Wallace (92.19)               | 6 – 3      | Marshall James (92.01)        | £158 000        | £38 000         | £19 000         | Lakeside Country Club, Surrey          | Embassy               |
| 1998 | Raymond van Barneveld (93.96)     | 6 – 5      | Richie Burnett (97.14)        | £166 000        | £40 000         | £20 000         | Lakeside Country Club, Surrey          | Embassy               |
| 1999 | Raymond van Barneveld (2) (94.35) | 6 – 5      | Ronnie Baxter (94.65)         | £174 000        | £42 000         | £21 000         | Lakeside Country Club, Surrey          | Embassy               |
| 2000 | Ted Hankey (92.40)                | 6 – 0      | Ronnie Baxter (88.35)         | £182 000        | £44 000         | £22 000         | Lakeside Country Club, Surrey          | Embassy               |
| 2001 | John Walton (95.55)               | 6 – 2      | Ted Hankey (94.86)            | £189 000        | £46 000         | £23 000         | Lakeside Country Club, Surrey          | Embassy               |
| 2002 | Tony David (93.57)                | 6 – 4      | Mervyn King (89.67)           | £197 000        | £48 000         | £24 000         | Lakeside Country Club, Surrey          | Embassy               |
| 2003 | Raymond van Barneveld (3) (94.86) | 6 – 3      | Ritchie Davies (90.66)        | £205 000        | £50 000         | £25 000         | Lakeside Country Club, Surrey          | Embassy               |
| 2004 | Andy Fordham (97.08)              | 6 – 3      | Mervyn King (91.02)           | £201 000        | £50 000         | £25 000         | Lakeside Country Club, Surrey          | Lakeside Country Club |
| 2005 | Raymond van Barneveld (4) (96.78) | 6 – 2      | Martin Adams (91.35)          | £201 000        | £50 000         | £25 000         | Lakeside Country Club, Surrey          | Lakeside Country Club |
| 2006 | Jelle Klaasen (90.42)             | 7 – 5      | Raymond van Barneveld (93.06) | £211 000        | £60 000         | £25 000         | Lakeside Country Club, Surrey          | Lakeside Country Club |
| 2007 | Martin Adams (90.30)              | 7 – 6      | Phill Nixon (87.09)           | £226 000        | £70 000         | £30 000         | Lakeside Country Club, Surrey          | Lakeside Country Club |
| 2008 | Mark Webster (92.07)              | 7 – 5      | Simon Whitlock (93.92)        | £246 000        | £85 000         | £30 000         | Lakeside Country Club, Surrey          | Lakeside Country Club |
| 2009 | Ted Hankey (2) (91.46)            | 7 – 6      | Tony O'Shea (90.54)           | £256 000        | £95 000         | £30 000         | Lakeside Country Club, Surrey          | Lakeside Country Club |
| 2010 | Martin Adams (2) (95.01)          | 7 – 5      | Dave Chisnall (93.42)         | £261 000        | £100 000        | £30 000         | Lakeside Country Club, Surrey          | Lakeside Country Club |
| 2011 | Martin Adams (3) (92.13)          | 7 – 5      | Dean Winstanley (89.08)       | £261 000        | £100 000        | £30 000         | Lakeside Country Club, Surrey          | Lakeside Country Club |
| 2012 | Christian Kist (90.00)            | 7 – 5      | Tony O'Shea (87.78)           | £258 000        | £100 000        | £30 000         | Lakeside Country Club, Surrey          | Lakeside Country Club |
| 2013 | Scott Waites (86.43)              | 7 – 1      | Tony O'Shea (81.90)           | £261 000        | £100 000        | £30 000         | Lakeside Country Club, Surrey          | Lakeside Country Club |
| 2014 | Stephen Bunting (96.18)           | 7 – 4      | Alan Norris (92.19)           | £300 000        | £100 000        | £35 000         | Lakeside Country Club, Surrey          | Lakeside Country Club |
| 2015 | Scott Mitchell (92.61)            | 7 – 6      | Martin Adams (92.55)          | £300 000        | £100 000        | £35 000         | Lakeside Country Club, Surrey          | Lakeside Country Club |
| 2016 | Scott Waites (2) (87.54)          | 7 – 1      | Jeff Smith (84.99)            | £300 000        | £100 000        | £35 000         | Lakeside Country Club, Surrey          | Lakeside Country Club |
| 2017 | Glen Durrant (93.48)              | 7 – 3      | Danny Noppert (93.30)         | £300 000        | £100 000        | £35 000         | Lakeside Country Club, Surrey          | Lakeside Country Club |
| 2018 | Glen Durrant (2) (93.97)          | 7 – 6      | Mark McGeeney (86.31)         | £300 000        | £100 000        | £35 000         | Lakeside Country Club, Surrey          | Lakeside Country Club |
| 2019 | Glen Durrant (3) (95.19)          | 7 – 3      | Scott Waites (91.38)          | £300 000        | £100 000        | £35 000         | Lakeside Country Club, Surrey          | Lakeside Country Club |
| 2020 | Wayne Warren (93.72)              | 7 – 4      | Jim Williams (94.53)          | £164 000        | £23 000         | £10 000         | Indigo, Londýn                         | BDO                   |

### Počet účastí ve finále
| Hráč                  | Vítězství | Finalista |
| --------------------- | --------- | --------- |
| Eric Bristow          | 5         | 5         |
| Raymond van Barneveld | 4         | 2         |
| John Lowe             | 3         | 5         |
| Martin Adams          | 3         | 2         |
| Glen Durrant          | 3         | 0         |
| Scott Waites          | 2         | 1         |
| Ted Hankey            | 2         | 1         |
| Phil Taylor           | 2         | 0         |
| Jocky Wilson          | 2         | 0         |
| Richie Burnett        | 1         | 2         |
| Leighton Rees         | 1         | 1         |
| Wayne Warren          | 1         | 0         |
| Stephen Bunting       | 1         | 0         |
| Scott Mitchell        | 1         | 0         |
| Christian Kist        | 1         | 0         |
| Mark Webster          | 1         | 0         |
| Keith Deller          | 1         | 0         |
| Jelle Klaasen         | 1         | 0         |
| Andy Fordham          | 1         | 0         |
| Tony David            | 1         | 0         |
| John Walton           | 1         | 0         |
| Les Wallace           | 1         | 0         |
| Steve Beaton          | 1         | 0         |
| John Part             | 1         | 0         |
| Dennis Priestley      | 1         | 0         |
| Bob Anderson          | 1         | 0         |
| Tony O'Shea           | 0         | 3         |
| Ronnie Baxter         | 0         | 2         |
| Mervyn King           | 0         | 2         |
| Dave Whitcombe        | 0         | 2         |
| Bobby George          | 0         | 2         |
| Alan Norris           | 0         | 1         |
| Dave Chisnall         | 0         | 1         |
| Dean Winstanley       | 0         | 1         |
| Ritchie Davies        | 0         | 1         |
| Simon Whitlock        | 0         | 1         |
| Phill Nixon           | 0         | 1         |
| Marshall James        | 0         | 1         |
| Mike Gregory          | 0         | 1         |
| Alan Warriner         | 0         | 1         |
| Jeff Smith            | 0         | 1         |
| Danny Noppert         | 0         | 1         |
| Mark McGeeney         | 0         | 1         |
| Jim Williams          | 0         | 1         |

### Zakončení devíti šipkami
| Hráč     | Rok (+ kolo)  | Způsob                          | Soupeř       | Výsledek |
| -------- | ------------- | ------------------------------- | ------------ | -------- |
| Paul Lim | 1990, 2. kolo | 3 × T20; 3 × T20; T20, T19, D12 | Jack McKenna | 3–2      |

### Nejvyšší průměry
| Deset nejvyšších průměrů v jednom zápasu | Deset nejvyšších průměrů v jednom zápasu | Deset nejvyšších průměrů v jednom zápasu | Deset nejvyšších průměrů v jednom zápasu | Deset nejvyšších průměrů v jednom zápasu |
| Průměr                                   | Hráč                                     | Rok (+ kolo)                             | Soupeř                                   | Výsledek                                 |
| ---------------------------------------- | ---------------------------------------- | ---------------------------------------- | ---------------------------------------- | ---------------------------------------- |
| 103,83                                   | Raymond van Barneveld                    | 2004, čtvrtfinále                        | John Walton                              | 5–1                                      |
| 102,63                                   | Dennis Priestley                         | 1993, 1. kolo                            | Jocky Wilson                             | 3–0                                      |
| 101,67                                   | Mervyn King                              | 2002, čtvrtfinále                        | Raymond van Barneveld                    | 5–3                                      |
| 101,55                                   | Ted Hankey                               | 1998, 1. kolo                            | Wayne Weening                            | 3–0                                      |
| 101,40                                   | Marko Pusa                               | 2001, 2. kolo                            | Jez Porter                               | 3–1                                      |
| 101,28                                   | Martin Adams                             | 2002, čtvrtfinále                        | Wayne Jones                              | 5–1                                      |
| 101,10                                   | Raymond van Barneveld                    | 2002, čtvrtfinále                        | Mervyn King                              | 3–5                                      |
| 100,92                                   | Raymond van Barneveld                    | 2005, 2. kolo                            | Mike Veitch                              | 3–1                                      |
| 100,92                                   | Glen Durrant                             | 2018, čtvrtfinále                        | Jim Williams                             | 5–4                                      |
| 100,83                                   | Raymond van Barneveld                    | 2002, 1. kolo                            | Bobby George                             | 3–1                                      |

| Pět nejvyšších průměrů, které nestačily na vítězství | Pět nejvyšších průměrů, které nestačily na vítězství | Pět nejvyšších průměrů, které nestačily na vítězství | Pět nejvyšších průměrů, které nestačily na vítězství | Pět nejvyšších průměrů, které nestačily na vítězství |
| Průměr                                               | Hráč                                                 | Rok (+ kolo)                                         | Soupeř                                               | Výsledek                                             |
| ---------------------------------------------------- | ---------------------------------------------------- | ---------------------------------------------------- | ---------------------------------------------------- | ---------------------------------------------------- |
| 101,10                                               | Raymond van Barneveld                                | 2002, čtvrtfinále                                    | Mervyn King                                          | 3–5                                                  |
| 100,29                                               | Keith Deller                                         | 1985, čtvrtfinále                                    | John Lowe                                            | 2–4                                                  |
| 99,87                                                | Glen Durrant                                         | 2015, semifinále                                     | Martin Adams                                         | 5–6                                                  |
| 99,57                                                | Karel Sedláček                                       | 2015, 1. kolo                                        | Glen Durrant                                         | 1–3                                                  |
| 99,45                                                | Robbie Widdows                                       | 1999, 1. kolo                                        | Kevin Painter                                        | 0–3                                                  |

## Mistrovství žen
Mistrovství světa žen se hrálo poprvé v roce 2001. Deset ročníků ovládla Trina Gulliverová. Až do roku finále v roce 2018 nenašla ani jednu přemožitelku a celkem prohrála pouhé čtyři sety, od semifinále v roce 2003 do finále v roce 2007 neprohrála ani set.
Ve finále 2008 Gulliverovou ve finále porazila Anastasia Dobromyslova. Později v sezóně se ale připojila k Professional Darts Corporation a titul tak nemohla obhajovat. V roce 2009 turnaj poprvé ovládla Francis Hoenselaarová, která do té doby pětkrát skončila jako druhá. V roce 2012 Gulliverová poprvé nepostoupila do finále.
Finále:
| Rok  | Vítězka (průměr ve finále)     | Skóre | Finalistka (průměr ve finále)  | Finanční odměna |
| ---- | ------------------------------ | ----- | ------------------------------ | --------------- |
| 2001 | Trina Gulliverová (83.97)      | 2 – 1 | Mandy Solomonsová (79.11)      | £6 000          |
| 2002 | Trina Gulliverová (84.36)      | 2 – 1 | Francis Hoenselaarová (82.95)  | £8 000          |
| 2003 | Trina Gulliverová (84.93)      | 2 – 0 | Anne Kirková (70.20)           | £10 000         |
| 2004 | Trina Gulliverová (87.03)      | 2 – 0 | Francis Hoenselaarová (85.44)  | £10 000         |
| 2005 | Trina Gulliverová (79.68)      | 2 – 0 | Francis Hoenselaarová (73.89)  | £10 000         |
| 2006 | Trina Gulliverová (73.80)      | 2 – 0 | Francis Hoenselaarová (70.26)  | £12 000         |
| 2007 | Trina Gulliverová (80.61)      | 2 – 1 | Francis Hoenselaarová (79.23)  | £12 000         |
| 2008 | Anastasia Dobromyslova (81.54) | 2 – 0 | Trina Gulliverová (71.64)      | £12 000         |
| 2009 | Francis Hoenselaarová (77.39)  | 2 – 1 | Trina Gulliverová (75.19)      | £12 000         |
| 2010 | Trina Gulliverová (80.52)      | 2 – 0 | Rhian Edwardsová (68.25)       | £12 000         |
| 2011 | Trina Gulliverová (73.95)      | 2 – 0 | Rhian Edwardsová (73.86)       | £16 000         |
| 2012 | Anastasia Dobromyslova (73.95) | 2 – 1 | Deta Hedmanová (74.13)         | £16 000         |
| 2013 | Anastasia Dobromyslova (82.29) | 2 – 1 | Lisa Ashtonová (80.40)         | £16 000         |
| 2014 | Lisa Ashtonová (84.81)         | 3 – 2 | Deta Hedmanová (77.79)         | £29 000         |
| 2015 | Lisa Ashtonová (83.22)         | 3 – 1 | Fallon Sherrocková (83.76)     | £29 000         |
| 2016 | Trina Gulliverová (72.93)      | 3 – 2 | Deta Hedmanová (75.51)         | £29 000         |
| 2017 | Lisa Ashtonová (81.81)         | 3 – 0 | Corrine Hammondová (73.53)     | £29 000         |
| 2018 | Lisa Ashtonová (89.80)         | 3 – 1 | Anastasia Dobromyslova (81.83) | £29 000         |
| 2019 | Mikuru Suzuki (90.12)          | 3 – 0 | Lorraine Winstanley (78.82)    | £29 000         |
| 2020 | Mikuru Suzuki (83.39)          | 3 – 0 | Lisa Ashtonová (85.00)         | £20 500         |

### Počet účastí ve finále
| Hráčka                 | Vítězka | Finalistka |
| ---------------------- | ------- | ---------- |
| Trina Gulliverová      | 10      | 2          |
| Lisa Ashtonová         | 4       | 2          |
| Anastasia Dobromyslova | 3       | 1          |
| Mikuru Suzuki          | 2       | 0          |
| Francis Hoenselaarová  | 1       | 5          |
| Deta Hedmanová         | 0       | 3          |
| Rhian Edwardsová       | 0       | 2          |
| Mandy Solomonsová      | 0       | 1          |
| Anne Kirková           | 0       | 1          |
| Fallon Sherrocková     | 0       | 1          |
| Corrine Hammondová     | 0       | 1          |
| Lorraine Winstanley    | 0       | 1          |

### Nejvyšší průměry
| Deset nejvyšších průměrů v jednom zápasu | Deset nejvyšších průměrů v jednom zápasu | Deset nejvyšších průměrů v jednom zápasu | Deset nejvyšších průměrů v jednom zápasu | Deset nejvyšších průměrů v jednom zápasu |
| Průměr                                   | Hráčka                                   | Rok (+ kolo)                             | Soupeřka                                 | Výsledek                                 |
| ---------------------------------------- | ---------------------------------------- | ---------------------------------------- | ---------------------------------------- | ---------------------------------------- |
| 95,97                                    | Trina Gulliverová                        | 2006, semifinále                         | Clare Bywatersová                        | 2–0                                      |
| 94,92                                    | Trina Gulliverová                        | 2001, semifinále                         | Crissy Manley                            | 2–0                                      |
| 90,24                                    | Trina Gulliverová                        | 2004, semifinále                         | Karin Krappenová                         | 2–0                                      |
| 90,18                                    | Lisa Ashtonová                           | 2015, čtvrtfinále                        | Trina Gulliverová                        | 2–0                                      |
| 90,12                                    | Mikuru Suzuki                            | 2019, finále                             | Lorraine Winstanley                      | 3–0                                      |
| 89,80                                    | Lisa Ashtonová                           | 2018, finále                             | Anastasia Dobromyslova                   | 3–1                                      |
| 89,67                                    | Fallon Sherrocková                       | 2019, 1. kolo                            | Corrine Hammondová                       | 2–0                                      |
| 87,30                                    | Lisa Ashtonová                           | 2015, semifinále                         | Sharon Prinsová                          | 2–0                                      |
| 87,06                                    | Lisa Ashtonová                           | 2017, 1. kolo                            | Sharon Prinsová                          | 2–0                                      |
| 87,03                                    | Trina Gulliverová                        | 2004, finále                             | Francis Hoenselaarová                    | 2–0                                      |

| Pět nejvyšších průměrů, které nestačily na vítězství | Pět nejvyšších průměrů, které nestačily na vítězství | Pět nejvyšších průměrů, které nestačily na vítězství | Pět nejvyšších průměrů, které nestačily na vítězství | Pět nejvyšších průměrů, které nestačily na vítězství |
| Průměr                                               | Hráčka                                               | Rok (+ kolo)                                         | Soupeřka                                             | Výsledek                                             |
| ---------------------------------------------------- | ---------------------------------------------------- | ---------------------------------------------------- | ---------------------------------------------------- | ---------------------------------------------------- |
| 86,46                                                | Rhian Griffiths                                      | 2017, 1. kolo                                        | Anastasia Dobromyslova                               | 1–2                                                  |
| 85,44                                                | Francis Hoenselaarová                                | 2004, finále                                         | Trina Gulliverová                                    | 0–2                                                  |
| 85,00                                                | Lisa Ashtonová                                       | 2020, finále                                         | Mikuru Suzuki                                        | 0–3                                                  |
| 83,76                                                | Fallon Sherrocková                                   | 2015, finále                                         | Lisa Ashtonová                                       | 1–3                                                  |
| 82,95                                                | Francis Hoenselaarová                                | 2002, finále                                         | Trina Gulliverová                                    | 1–2                                                  |

## Mistrovství juniorů
| Rok  | Vítěz (průměr ve finále)   | Skóre | Finalista (průměr ve finále) |
| ---- | -------------------------- | ----- | ---------------------------- |
| 1986 | Mark Day                   | 3 – 1 | Lee Woodrow                  |
| 2015 | Colin Roelofs (76,41)      | 3 – 0 | Harry Ward (70,68)           |
| 2016 | Joshua Richardson (75,09)  | 3 – 2 | Jordan Boyce (69,63)         |
| 2017 | Justin van Tergouw (88,20) | 3 – 0 | Nathan Girvan (74,55)        |
| 2018 | Justin van Tergouw (93,04) | 3 – 1 | Killian Heffernan (82,29)    |
| 2019 | Leighton Bennett (86,65)   | 3 – 0 | Nathan Girvan (76,56)        |
| 2020 | Keane Barry (90,54)        | 3 – 0 | Leighton Bennett (84,24)     |

### Počet účastí ve finále
| Hráč               | Vítěz | Finalista |
| ------------------ | ----- | --------- |
| Justin van Tergouw | 2     | 0         |
| Leighton Bennett   | 1     | 1         |
| Colin Roelofs      | 1     | 0         |
| Joshua Richardson  | 1     | 0         |
| Mark Day           | 1     | 0         |
| Keane Barry        | 1     | 0         |
| Nathan Girvan      | 0     | 2         |
| Harry Ward         | 0     | 1         |
| Jordan Boyce       | 0     | 1         |
| Killian Heffernan  | 0     | 1         |
| Lee Woodrow        | 0     | 1         |

## Rekordy
Nejvíce titulů: Eric Bristow (5), Raymond van Barneveld vyhrál čtyři tituly
Nejvíce finále: Eric Bristow (10), John Lowe hrál 8krát, Raymond van Barneveld 6krát
Nejvíce účastí: Martin Adams (26)
Nejmladší šampion: Jelle Klaasen, 21 let a 90 dní (2006)
Nejmladší soutěžící: Leighton Bennett, 14 let a 4 dny (2020)
Nejstarší šampion: Wayne Warren, 57 let a 219 dní (2020)